# Лейма Гбові
Лейма Роберта Гбові (англ. Leymah Roberta Gbowee; нар. 1 лютого 1972, центральна Ліберія) — ліберійська антивоєнна активістка, феміністка, підриємиця, економістка. Лауреатка Нобелівської премії миру за 2011 рік спільно з Тавакуль Карман і Елен Джонсон-Серліф «за ненасильницьку боротьбу за безпеку жінок і за права жінок на повноправну участь у побудові миру». Лауреатка Премії Грубера за права жінок (2009).

## Біографія
Народилася у 1 лютого 1972 року у центральній Ліберії у сім'ї середнього класу. Батько працював з урядом, з Агентством Національної Безпеки, а мати була старшою фармацевткою в аптеці національного госпіталю. У 1989, коли Лейма щойно закінчила школу та збиралася вивчати медицину в університеті, щоб стати педіатром, розгорнулася перша громадянська війна у Ліберії. У 17 років з батьками та двома сестрами з трьох переїхала до столиці — Монровії. 
«В одну хвилину я була підлітком, а у наступну хвилину вже дорослою, піклуючись про 20 людей, які прийшли до нас». 
У 1995—1996 роках Лейма Гбові працювала радницею в справах біженців у притулку для переміщених осіб при Міністерстві охорони здоров'я Ліберії.
З 1998—2002 роки працювала в програмі Trauma Healing and Reconciliation Program of the Lutheran Church in Liberia як соціальна працівниця та тренерка. ЇЇ обов'язки включали роботу з пораненими колишніми дітьми-солдатами. Будучи єдиною жінкою-тренеркою, яка навчала військових, поліцейських та інші служби безпеки про травму, її наслідки і способи поводження з нею, Гбові дійшла висновку, що саме жінки мусять зупинити війну, у якій готові брати участь чоловіки.
Згодом, у 2002 році, Гбові організувала жіночий ліберійський рух за мир «Women of Liberia Mass Action for Peace». Рух розпочався попри надзвичайно обмежені в Ліберії цивільні права. Тисячі жінок різного віросповідання та соціальних класів мобілізували свої зусилля, влаштовували мовчазні ненасильницькі протести, які включали сексуальний страйк, а також погрози прокляттям. Жінки одягали білі футболки як символ миру та виходили на вулиці з плакатами кілька тижнів поспіль. Вони закликали президента та повстанців сісти за стіл переговорів.
У 2003 році під час Другої громадянської війни в Ліберії активістки руху примусили зустрітися з ними президента Чарлза Тейлора. Про це Леймі Гбові як лідерці руху повідомив Спікер парламенту. Активістки взяли з президента обіцянку відвідати мирні переговори в Акрі в Гані для домовленостей з повстанцями з Liberians United for Reconciliation and Democracy and Movement for Democracy in Liberia. Аналогічної обіцянки рух домігся від повстанців. Гбові очолила делегацію ліберійок у поїздці до Гани, з метою продовжувати чинити тиск на ворогуючі фракції під час мирного процесу та з метою участі у переговорах. У критичний момент, коли переговори здавалися зупиненими, Гбові і майже 200 жінок сформували людську барикаду, щоб перешкодити представникам Тейлора і повстанських воєначальників покинути зал для їжі або будь-якої іншої причини, поки вони не дійшли домовленості про мир.
Коли сили безпеки намагалися заарештувати Гбові, вона пригрозила повністю оголитися — акт, який за традиційними африканськими переконаннями приніс би прокляття та страшні нещастя чоловікам. Загроза спрацювала, і це виявилося вирішальним поворотним пунктом для мирного процесу.
З 2001 до 2005 року Лейма Гбові була програмною координаторкою у миротворчій організації «Жінки у створенні миру» (Women in Peacebuilding, WANEP).   
У 2006 році Гбові співзаснувала Women Peace and Security Network Africa (WIPSEN-A) в Аккрі та продовжувала виконувати обов'язки її виконавчої директорки протягом шести років. WIPSEN-A — це пан-африканська неприбуткова організація, орієнтована на підтримку стратегічної участі та лідерства жінок в встановленні миру та безпеки на континенті.
У лютому 2012 року Гбові запустила нову громадську організацію, Gbowee Peace Foundation Africa [Архівовано 30 червня 2019 у Wayback Machine.] у Монровії та у Ліберії, яка надає освітні та лідерські можливості для розвитку жінок, дівчат і молоді.
На даний момент Лейма Гбові є членкинею ради директорів Нобелівської Жіночої Ініціативи, Фонду Gbowee Peace [Архівовано 30 червня 2019 у Wayback Machine.], Фонду Peace Jam [Архівовано 21 червня 2019 у Wayback Machine.], Мережі Лідерів Африканських Жінок [Архівовано 30 червня 2019 у Wayback Machine.]  для репродуктивного здоров'я та планування сім'ї.
У 2009 році історію Лейми Гбові та її руху екранізовано у фільмі «Відправити молитвою диявола назад у пекло» (Pray the Devil Back to Hell).
У 2011 році вийшли її мемуари «Могутніми хай будуть наші сили: як сестринство, молитва та секс змінили націю війни» (Mighty Be Our Powers: How Sisterhood, Prayer and Sex Changed a Nation at War).

## Нагороди
За свою миротворчу та активістську діяльність Лейма отримала низку нагород:
- 2007 — Блакитна стрічка від Гарвардського інституту державного управління ім. Джона Ф. Кеннеді;
- 2009 — Премія Грубера за Права Жінок;
- 2009 — Премія «Профілі мужності»;
- 2011 — Нобелівська премія миру спільно з Тавакуль Карман і Елен Джонсон-Серліф.